# Urawa Red Diamonds – Gamba Osaka en football
La rivalité entre le Gamba Osaka et les Urawa Red Diamonds, se réfère à l'antagonisme entre deux clubs pionniers du football japonais professionnel. En effet, depuis la fondation en 1993 de la J.League (première division japonaise également appelée J1), les deux équipes ont participé à 21 des 22 éditions de la J1.
Symboliquement, cette rencontre est l'opposition entre le Japon oriental et traditionnel représenté par les Reds et le Japon occidental à l'image de la ville d'Osaka.
Elle réunit deux équipes qui ont constitué leur palmarès national et continental à partir des années 2000 et qui se sont croisées à plusieurs reprises lors de la course au titre. Si le Gamba termine un point devant les Reds lors de la dernière journée du championnat 2005, Urawa prend sa revanche l'année suivante en battant 3-2 Osaka, victoire qui sacre les Reds champions du Japon 2006 et prive le Gamba d'un deuxième titre consécutif. Quelques semaines plus tard, les Reds privent à nouveau Osaka d'un titre : la coupe du Japon 2006 (1-0).
Cette rivalité grandit lors des joutes continentales. Les Urawa Reds, vainqueurs de la Ligue des Champions 2007, se font éliminer en demi-finale de la Ligue des Champions 2008 par le Gamba Osaka (4-2 en score cumulé aller-retour) qui sera champion d'Asie un mois plus tard en battant Adelaide United en finale (5-0 score cumulé).

## Navigation